# Harriet Cohen
 (mars 2024).
Si vous disposez d'ouvrages ou d'articles de référence ou si vous connaissez des sites web de qualité traitant du thème abordé ici, merci de compléter l'article en donnant les références utiles à sa vérifiabilité et en les liant à la section « Notes et références ».
 (mars 2024).
Le contenu est difficilement compréhensible vu les erreurs de traduction, qui sont peut-être dues à l'utilisation d'un logiciel de traduction automatique.
Pour les articles homonymes, voir Cohen.
Harriet Cohen, née le 2 décembre 1895 à Londres et morte dans la même ville le 13 novembre 1967, est une pianiste britannique.

## Biographie
Harriet Cohen étudie le piano à l'Académie royale de musique avec Tobias Matthay, après avoir remporté la bourse d'études Ada Lewis à l'âge de douze ans, suivie par le prix Sterndale Bennett en 1913. Un an plus tard, elle fait ses débuts à un concert du dimanche Chappell, au Queen's Hall. Sa première apparition importante a lieu en 1920, quand elle se produit au Wigmore Hall, dans un récital avec le ténor John Coates.
Cohen est la sœur de la chanteuse Myra Verney et une cousine éloignée de la pianiste Irene Scharrer,.
Elle s'associe particulièrement aux compositeurs britanniques contemporains, notamment lorsqu'elle donne la première mondiale d'une œuvre dont elle est dédicataire: le Concerto pour piano de Ralph Vaughan Williams et l'enregistrement du Quintette pour piano et cordes d'Edward Elgar avec le Quatuor Stratton, sous la supervision du compositeur lui-même. D'autres compositeurs ont écrit de la musique spécifiquement pour elle, notamment John Ireland, Béla Bartók (qui lui dédie notamment les Six danses dans un rythme bulgare concluant le cycle Mikrokosmos), Ernest Bloch, Moeran et plus particulièrement Arnold Bax — l'amant d'Harriet — qui a écrit la plupart de ses pièces pour piano à son attention. Parmi celles-ci la musique pour le film de David Lean, la version de 1948 d’Oliver Twist. Il compose pour elle également le Concertino pour la main gauche, après la perte de l'usage de sa main droite, en 1948.
Harriet Cohen consacre un effort important à l'exécution d'œuvres des compositeurs de la période des Tudor, en un temps où cela était très inhabituel. Elle donne des récitals d'œuvres de William Byrd et Orlando Gibbons, jusqu'à Henry Purcell. Elle a été considérée comme l'un des meilleurs interprètes de la musique pour clavier de Bach, gagnant la louange exceptionnelle du musicologue Alfred Einstein. Pablo Casals l'a invitée également à jouer Bach avec son orchestre de Barcelone et Wilhelm Furtwängler lui adresse une invitation similaire pour son audition en Suisse. Elle a donné le premier récital entièrement consacré à Bach au Queen's Hall en 1925.
Elle a également cultivé la musique espagnole et a donné la seconde exécution des Nuits dans les jardins d'Espagne de Manuel de Falla, une œuvre particulièrement associée avec Harriet Cohen. Elle a également été une interprète, au début de l'URSS, de la musique soviétique en Grande-Bretagne et a visité la Russie soviétique en 1935, enregistrant pour la radio de Moscou et Léningrad, en jouant des œuvres de Chostakovitch, Kabalevski et Polovinkine. Ces compositeurs lui envoyant plus tard leurs nouvelles compositions.
L'influence d'Harriet Cohen est allée bien au-delà de la musique. Dans les années 1930, elle s'est fortement impliquée pour faire connaître le sort des Juifs allemands et autrichiens et en 1934, elle a même joué un concert avec le physicien Albert Einstein, pour lever des fonds destinés à amener d'Allemagne les scientifiques juifs. Elle est devenue une amie proche d'Eleanor Roosevelt et du premier ministre Ramsay MacDonald, ainsi que du premier président d'Israël, Chaim Weizmann.
Harriet Cohen a également été une amie proche de nombreuses personnalités de l'époque, notamment des musiciens tels que Jean Sibelius, Ralph Vaughan Williams, Edward Elgar et William Walton, mais également des écrivains tels qu'Arnold Bennett, George Bernard Shaw, H. G. Wells et D. H. Lawrence, ainsi que des politiciens ou des entrepreneurs tels que Max Beaverbrook (propriétaire du Daily Express) et Leslie Viscount Runciman. Harriet Cohen étant l'une des musiciennes les plus discutées et photographiées de son époque.
Elle a été la vice-présidente de la Women's Freedom League et a été pendant plusieurs années associée au Fonds national juif et au Conservatoire de musique de Palestine à Jérusalem. Harriet Cohen a été nommée Commandeur de l'Ordre de l'Empire britannique (CBE) en 1938. Elle meurt à Londres le 17 novembre 1967. Le prix de musique Harriet Cohen (Harriet Cohen International Music Award) est créé en son honneur en 1951.
Elle a fait l'objet d'une émission de télévision de la série This Is Your Life en 1959 par le présentateur Eamonn Andrews à la BBC.
En janvier 2006, est créé Dearest Tania (« Chère Tania ») un programme texte et musique, racontant l'histoire d'Harriet Cohen, écrit par Duncan Honeybourne et interprété par l'actrice Louisa Clein.

### Efforts en faveur des réfugiés du nazisme
En 1930, Harriet Cohen rencontre la journaliste américaine Dorothy Thompson, lors de sa première tournée aux États-Unis, où elle passe par New York, la Bibliothèque du Congrès de Washington et Chicago, ce qui contribue à établir son nom sur la scène internationale. Cette rencontre allait changer la vie de Cohen et éveiller sa conscience juive. En 1933, elle voyage à Vienne pour jouer un certain nombre de concerts et séjourne avec Dorothy Thompson. Elle est profondément émue par le sort des réfugiés, juifs et non-juifs, qui affluent des villes d'Allemagne. Thompson et Cohen étaient en correspondance sur le sort des réfugiés juifs en Autriche et en Allemagne. Cohen est ensuite en mesure de transmettre des informations par l'intermédiaire de Thompson directement au Premier ministre britannique, Ramsay MacDonald, qui était à ce moment son ami intime. Elle rencontre par la suite Thompson chaque fois qu'elle se rend en Amérique. Dès 1933, Cohen s'est engagée à travailler en Grande-Bretagne et aux États-Unis en faveur des réfugiés. Cela se traduit en 1934 par un concert en Amérique avec Albert Einstein, destiné à lever des fonds pour amener d'Allemagne les scientifiques juifs.
En 1935, Ramsay MacDonald prévient Harriet Cohen de ne pas voyager à travers l'Allemagne, parce que le gouvernement britannique ne serait pas en mesure de fournir d'immunité pour elle. Peu après, Adolf Hitler fait passer les Lois de Nuremberg qui excluaient totalement les juifs de la vie publique.
Harriet Cohen rencontre pour la première fois Albert Einstein en Allemagne en 1929, lorsqu'elle prenait le thé de l'après-midi à son domicile. À l'époque, Einstein lui révèle qu'il joue du violon et propose de jouer ensemble un jour. Cohen conserve son amitié avec Einstein, même après sa fuite d'Allemagne en 1933. Cohen lui rend souvent visite à Oxford, où il s'est installé pour une courte période. En 1934, après le déménagement d'Einstein aux États-Unis, Harriet Cohen joue finalement en duo avec Einstein en concert, pour amasser des fonds pour apporter des scientifiques Juifs de l'Allemagne nazie. Cohen et Einstein sont restés amis, ce dernier se référant à elle comme « la bien-aimée sorcière du piano ».
Ce n'est donc pas seulement en 1939, lors de sa première rencontre avec Chaim Weizmann, futur premier Président d'Israël, qu'elle commence à soutenir la cause sioniste et une patrie Juive. En 1939, Cohen visite la Palestine et étend sa réputation de concertiste et de femme politique. Elle soutient des responsables britanniques et juifs afin d'obtenir des réfugiés juifs admis à bord des navires l'Allemagne nazie (plutôt que d'être refoulé), au bord d'un incident international|. Harriet Cohen croit passionnément dans une patrie Juive, mais avec justice pour les arabes Palestiniens. Elle survit à deux tentatives d'assassinat lors de son voyage en Palestine. Cohen est en train de dîner avec Weizmann, à Londres en 1939, lorsque Weizmann entend les nouvelles du Livre blanc du gouvernement britannique pour limiter l'immigration juive en Grande-Bretagne à seulement 15 000 personnes par an. Blanche Dugdale, la nièce de Lord Balfour, une voisine de table, prophétiquement, déclare dans une voix mourante : « que va-t-il se passer pour les millions de personnes qui fuient devant Hitler ? ».

### Compositeurs russes
En 1935, Harriet Cohen effectue un voyage en Union soviétique. C'est une autre étape importante dans sa carrière. C'est le pays que ses ancêtres avaient fui cent ans plus tôt. Harriet Cohen exporte non seulement la musique britannique en URSS, en jouant des œuvres de Vaughan Williams, Bax, Bliss et Ireland, mais elle joue également les Préludes de Chostakovitch, la sonatine de Kabalevsky et la création soviétique de la Suite de Leonid Polovinkine encore en manuscrit. Par la suite, elle redonne leur musique partout en Europe et est saluée comme la première musicienne, extérieure à l'URSS, à faire connaître les Vingt-Quatre Préludes de Chostakovitch, composés en 1932 et 1933. Cette contribution à la promotion des compositeurs russes est souvent oubliée.

### Relations avec Arnold Bax
« Un jour, je vais laisser ma musique elle-même donner de l'amour – l'amour sans conflits ou tracas ou circonstances – juste la louange pour toi ». « Ma bouche aspire à votre bouche souple… ». Deux citations extraites de lettres d'amour entre Arnold Bax et Harriet Cohen.
L'histoire d'amour entre Bax et Harriet Cohen a duré plus de quarante ans jusqu'à la mort du compositeur, en 1953. C'est Bax qui donne à Harriet Cohen le nom de « Tania », par lequel elle est affectueusement connue de ses amis proches et de sa famille. Leur passion a commencé en 1914 — elle avait dix-neuf ans et lui trente-et-un — et s'étaient rencontrés deux ans plus tôt. Inspiré par Harriet Cohen, en 1915, Bax écrit pour elle trois pièces en treize jours : « The Princess's Rose Garden », « The Maiden with the Daffodil » et « In the Vodka Shop ».
Certains pensent que leur relation a inspiré le fameux poème symphonique, Tintagel, avec lequel il peut avoir exprimé une partie de son inquiétude face au « rêve de leur monde refusé ». L'affaire a conduit l'ultime décision de Bax de quitter sa femme et ses enfants en 1918, mais la femme de Bax refusant le divorce, ils ne pourraient jamais vivre ouvertement ensemble, même si leur relation pouvait être publiquement reconnue, en raison du climat social de leur génération. Harriet Cohen serait tombée enceinte de Bax en 1919, mais si c'est le cas, elle aura perdu l'enfant lors d'une fausse couche. Harriet Cohen a par la suite publié des lettres révélant la turbulence et l'angoisse de leur relation. Durant les années 1930, leur relation est devenue de moins en moins passionnée, alors que sa carrière internationale a prospéré ; Bax a cherché un refuge de calme avec sa douce maîtresse, Marie Gleaves ; néanmoins, la liaison a continué et ils sont restés proches, comme les lettres entre Harriet Cohen et Bax le révèlent. En 1936, par exemple, ils ont voyagé ensemble à Stockholm et Helsinki et ont rencontré Jean Sibelius, compositeur qui a longtemps influencé la musique de Bax.
Le 23 septembre 1947, la femme de Bax, Elsa (« Elsita ») meurt. Harriet Cohen avait prévu probablement de finir par épouser Bax après une liaison ayant duré trente ans. Les évènements devaient se dérouler tout à fait différemment. Bax n'a d'abord pas informé Harriet Cohen de la mort de sa femme, un fait qu'elle a découvert en mai 1948, pendant l'enregistrement de la musique que Bax avait écrite pour le film Oliver Twist, lorsque la volonté d'Elsa a été publiée. Un plus grand choc a suivi, lorsque Bax a révélé son histoire secrète de vingt ans avec Gleaves et son intention de ne pas se remarier. C'était le moment où Harriet Cohen perdait de son importance en Grande-Bretagne, et en mai 1948, elle a eu un accident avec un plateau de verres, qui lui a sectionné l'artère de la main droite, limitant ainsi sa carrière d'interprète pour quelques années.
Lorsque Bax est décédé le 3 octobre 1953, Harriet Cohen a été profondément affectée par sa mort. Il avait légué la moitié des droits de son œuvre littéraire et des compositions musicales à Harriet Cohen et la moitié à Marie Gleaves. Après leur mort, ses redevances et de l'immobilier ont été transmis à ses enfants. Harriet Cohen a également conservé la propriété de Londres que Bax avait achetée pour elle – tout au long de la vie d'Harriet Cohen, Bax l'avait aidée financièrement.

### Autres relations
Le premier ministre britannique, Ramsay MacDonald est l'une de ses plus éminentes relations. Harriet Cohen s'est rapprochée de MacDonald pendant la période 1929 à 1935 lorsqu'il était premier ministre, dans une époque d'instabilité économique et la dépression qui a vu la montée du fascisme et du nazisme en Europe. On a prétendu que MacDonald et Cohen étaient amoureux. Leurs lettres reflètent une proximité ; et elle se rendait souvent seule au 10 Downing Street et son domicile à Hampstead. Certainement beaucoup de personnes ont fait croire qu'ils étaient amoureux et Cohen a été souvent désignée comme « la fiancée du vieil homme ».
Harriet Cohen a également été proche de Max Beaverbrook, le fondateur du journal l’Express et un important entrepreneur de l'époque. Elle est introduite auprès de ce magnat des affaires, par Arnold Bennett en 1923. Beaverbrook est immédiatement charmé par elle et l'invite à dîner régulièrement à partir de 1923 et, grâce à lui, elle rencontre Lord Rothermere et Lloyd George. Beaverbrook et Harriet Cohen se sont souvent rencontrés chez elle, comme elle le note dans son autobiographie A Bundle of Time. Il était fou d'elle, à sa façon, et il la couvrait régulièrement de centaines de roses.
Ralph Vaughan Williams est également un intime, tout au long de la vie d'Harriet Cohen. Les lettres qu'il lui envoie révèlent une relation de flirt, lui rappelant régulièrement les milliers de baisers qu'elle lui devait. Il lui rend visite régulièrement et assiste souvent aux soirées organisées par Harriet Cohen pour ses amis, aimant se divertir en invitant des célébrités et des personnalités importantes. Elle crée l’Hymn Tune Prelude de Vaughan Williams en 1930, œuvre qui lui est dédiée. Par la suite, elle a joué la pièce à travers l'Europe lors de ses tournées. En 1933, elle crée son Concerto pour piano en do majeur, une œuvre qui lui est dédiée également. Pendant une certaine période, elle reçoit le droit d'exclusivité de jouer la pièce.
Harriet Cohen joue pour Edward Elgar en 1914, à l'occasion d'une fête, alors qu'elle a dix-huit ans. Ils deviennent des amis proches, jusqu'à la mort du musicien en 1934. En 1933, elle organise un concert en son honneur, sous le haut patronage du roi et de la reine. Sans doute Elgar était-il épris d'Harriet Cohen et il suit de près sa carrière, lui donnant son soutien constant. Sous la direction d'Elgar, elle a gravé son Quintette pour piano et cordes, avec le Quatuor à cordes Stratton. L'œuvre était encore en brouillon, mais Elgar lui a donné la partition pour l'enregistrement.
H. G. Wells est dans le cercle des admirateurs masculins d'Harriet Cohen à partir des années 1920. Après sa séparation de la romancière Rebecca West, Wells connut de brèves liaisons avec d'autres femmes. Il est possible qu'Harriet Cohen ait été l'une de ses conquêtes, car plusieurs lettres de sa collection privée et entretiens le suggèrent. Elle avait une personnalité magnétique et une beauté que Wells trouvait irrésistible.
D. H. Lawrence est un ami proche d'Harriet Cohen. Cette amitié avait créé des tensions entre elle et Arnold Bax, dès 1915, Bax protestant de la proximité de Lawrence. Elle déclara à Lawrence qu'ils auraient à se rencontrer secrètement. Dans l'humeur démonstrative ce jour-là, Lawrence griffonne son manuscrit du livre « The door closed ». Un peu plus tard, Harriet Cohen contracte la tuberculose, peut-être de Lawrence, qui est mort de la maladie en 1930. Harriet Cohen a toujours nié toute relation sexuelle avec Lawrence, mais beaucoup croyaient qu'ils étaient amants. Néanmoins, Lawrence et Harriet Cohen sont restés de bons amis et se sont fréquentés dans le groupe d'amis, jusqu'à sa mort de l'écrivain. Ils parlaient souvent ensemble à propos de la musique de leur ami commun, Elgar.
Harriet Cohen est présentée à William Walton en 1923, par Arnold Bennett. Ils poursuivent une amitié tout en flirt, qu'elle décrit dans son autobiographie « orageuse, mais délicieuse ». Elle écrivait que l'irritation qu'ils éprouvaient souvent, ne diminuait pas l'affection sous-jacente. Elle s'est faite la championne de l'interprétation de la musique de Walton, à la fois au Royaume-Uni et à l'étranger, notamment à la fin des années 1920 et au début des années 1930. En lui attribuant la création de sa Sinfonia Concertante en 1927, Walton lui dit : « Je sais que ce sera dans des mains sûres ».
C'est Rosa Newmarch qui présente Harriet Cohen à Jean Sibelius, à Londres en 1921, passant tous deux un peu de temps ensemble. Pendant l'été 1936, elle voyage en Finlande avec Arnold Bax, ayant de longues discussions avec Sibelius, à la fois à Helsinki et à Ainola, alors que Sibelius écrivait les accords d'ouverture de sa huitième symphonie, qui n'a jamais été publiée.
Toutefois, les relations les plus importantes, ont probablement été avec Arnold Bennett. « Arnold Bennett, cher ami et mentor de ma jeunesse, est décédé le 27 mars 1931 », écrit-elle dans son autobiographie. Arnold Bennett est l'un de ses amis proches et responsable de nombreuses présentations de ses nouveaux amis. Bennett la présente à William Walton et Max Beaverbrook en 1923. Harriet Cohen est anéantie par la mort soudaine de Bennett de la fièvre typhoïde. Elle lui avait parlé quelques jours plus tôt, lui confiant le malaise qu'il ressentait. C'était Bennett qui l'avait gardée sur les rails depuis plus d'une décennie en lui donnant d'honnêtes et nécessaires conseils. Elle écoutait et respectait son jugement. Il l'avait guidée dans les années 1920, quand sa réputation et sa renommée grandissait à la fois en Angleterre et à l'étranger.

## Représentations
Harriet Cohen a été représentée dans trois romans : D. H. Lawrence a basé le personnage principal d'Harriet dans son roman Kangourou, publié en 1923. L'action se situe en Australie.
Rebecca West a basé le personnage principal d'Harriet dans son roman, Harriet Hume (1929). Le roman décrit une histoire moderne entre une pianiste prodige et son amant obsessionnel, un politicien corrompu. Il immortalise l'histoire d'amour d'Harriet avec le compositeur Arnold Bax.
William Gerhardie prend Cohen pour base de son héroïne Helen Saphir, dans le livre Pending Heaven et beaucoup de ce qui est écrit est le reflet de la vie de Cohen et de sa personnalité, ainsi que de ses relations orageuses avec Gerhardie. Helen Saphir est une musicienne qui se produit avec succès dans toute l'Europe. Elle joue de la harpe et du piano. Gerhardie est incarné lui-même dans le personnage central de Max, qui rêve d'Helen.
Elle a été interprétée par Glenda Jackson en 1992, dans le film de Ken Russell, The Secret Life of Arnold Bax.

## Discographie
- Harriet Cohen joue Bax - Sonate pour alto ; Winter legends ; A mountain mood : melody and variations ; A hill tune - William Primrose, alto ; BBC Symphony Orchestra, dir. Clarence Raybould (22 juillet 1937, 20 octobre 1942 et 26 novembre 1954, Dutton CDBP 9751) (OCLC 63117996)

## Autobiographies
- (en) Harriet Cohen, Music's handmaid, Londres, Faber and Faber, 1936, rééd. 1950
- (en) Harriet Cohen, A Bundle of Time, mémoires 1969  (ISBN 0571085741), (OCLC 19456)